# Стрелка сибирская
Стре́лка сиби́рская, или стрелка лесная, или стрелка Трибома  (лат. Coenagrion hylas) — вид стрекоз семейства стрелки (Coenagrionidae).

## Описание
Бореально-лесной вид. Встречается в средней и северной Европе и Сибири. На затылке два светлых пятна клиновидной формы. Переднеспинка сзади треугольная или трёхлопастная. У личинок жаберные пластинки прозрачные или матовые (но не затемнённые).